# 阪東三右衛門
阪東 三右衛門（ばんどう さんえもん、1895年2月19日 - 1942年1月6日）は、日本の俳優、歌舞伎役者、元子役である。歌舞伎役者としての名は阪東 三吉（ばんどう さんきち）、後年は中村 吉之進（なかむら きちのしん）と名乗った、本名榎本 正（えのもと ただし）。十三代目守田勘彌門下の歌舞伎俳優から、マキノ・プロダクションの剣戟映画のスター俳優に転身した。

## 人物・来歴
1895年（明治28年）2月19日、東京府東京市（現在の東京都）に生まれる。父は四代目市川紅若（本名・榎本米太郞、1870年 - 1938年）。紅若は摂津国武庫郡灘御影町（現在の兵庫県神戸市東灘区御影地区）の出身であり、息子・正（三右衛門）の生まれる1年前、東京市本郷区春木町（現在の東京都文京区本郷3丁目）の春木座（のちの本郷座）で四代目市川紅若（三河屋）を襲名した苦労人で、「名門家の拙い俳優」を嫌っていた。
数え年7歳、満6歳となった1901年（明治34年）3月、父が襲名披露をしたのと同じ春木座で上演された、七代目市川團蔵による『佐倉義民傳』に末弟役で出演し、初舞台を踏む。その後、父・紅若とともに、歌舞伎座、新富座、明治座等、あるいは各地の小劇場にも出演し、歌舞伎の子役として育つ。初舞台から15年を経て、1916年（大正5年）1月、十三代目守田勘彌に入門、同年9月には、帝国劇場で「初代 阪東 三吉」（喜の字屋）の名題を得て、昇進する。その後は、師の勘彌とともに、市村座、帝劇、有楽座等に出演した。二代目市川猿之助（のちの初代市川猿翁）の春秋座にも参加した。1923年（大正12年）に発行された『現代俳優名鑑』によれば、当時満28歳、身長五尺四寸（約163.6センチメートル）、体重十二貫匁（45キログラム）、愛読書は夏目漱石、トルストイ、シェイクスピアであり、金光教を信仰し、妻・下女・愛犬とともに東京府荏原郡入新井町大字入新井字不入斗529番地（現在の東京都大田区大森北）に住んでいたという。当時の自選による代表作は、『忠直卿行状記』（菊池寛）の「浅水与四郎」役、『玄宗と楊貴妃』の「高力士」役だという。
1928年（昭和3年）5月、牧野省三に招聘されて京都に御室撮影所をもつマキノ・プロダクションに入社、「阪東 三右衛門」に改名する。同年7月20日に公開された、監督金森萬象、脚本寿々喜多呂九平、撮影石野誠三のトリオによる『天明果報談』に主役「笹井新三郎」役を演じて、満33歳で映画界にデビューした。同作の助監督であった管家紅葉によれば、マキノ入社以前に片岡千恵蔵プロダクションにいたが、作品にクレジットされる前に退社し、マキノに移籍したという。牧野の長男で当時同社の俳優・監督であったマキノ雅弘によれば、三右衛門の入社は、實川芦雁と同じく同年7月であるという。
同年10月26日に公開された『骨肉』（監督二川文太郎）、翌1929年（昭和4年）3月15日に公開された『嘘』（監督人見吉之助）に主演、同年4月19日に公開された第1作に始まる『弥次喜多』シリーズでは、根岸東一郎演じる「弥次郎兵衛」に対する「喜多八」を演じてコンビとなった。このころ、日活大将軍撮影所の大河内傳次郎・河部五郎、帝国キネマ演芸の実川延松・阪東豊昇、河合映画の杉狂児（あるいは里見明）・大岡怪童といったコンビものが多くつくられたという。
同年7月25日、牧野省三が亡くなり、同年9月にマキノ正博を核とした新体制が発表になると、三右衛門は、嵐冠三郎、荒木忍、南光明、根岸東一郎、谷崎十郎、市川米十郎らとともに「俳優部男優」に名を連ねた。その後、新体制下のマキノ・プロダクションは財政が悪化し、1930年（昭和5年）11月、同社を退社した。同社での最後の作品であり、三右衛門にとっての最後の映画出演にあたる作品は、同年12月19日に公開された『続お洒落狂女』（監督吉野二郎）であった。前出の管家によれば、三右衛門は身体も顔も細く、姿を補強するために、口に綿を一杯入れてのメイクをしていたとのことである。
マキノ退社後は、歌舞伎の舞台に戻った。芸名も「阪東三吉」に戻し、1931年（昭和6年）8月には、市川小太夫が主宰する「新興座」に参加、京都座での関西旗揚公演では、『曾我物語』（岡本綺堂）に「曾我十郎祐成」役、『黒手組』（江戸川乱歩）に「服部時雄」役をそれぞれ演じた記録が残っている。

## フィルモグラフィ

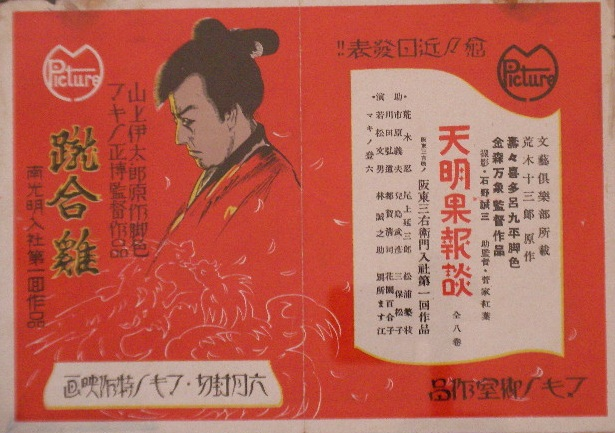
『蹴合鶏』と『天明果報談』（1928年）の公開を予告する当時のチラシ。右側の『天明果報談』に「阪東三吉改メ 阪東三右衛門入社第一回作品」の文字が確認できる。

クレジットはすべて「出演」である。公開日の右側には役名、および東京国立近代美術館フィルムセンター（NFC）、マツダ映画社所蔵等の上映用プリントの現存状況についても記す。同センター等に所蔵されていないものは、とくに1940年代以前の作品についてはほぼ現存しないフィルムである。資料によってタイトルの異なるものは併記した。

### マキノプロダクション御室撮影所
製作は「マキノプロダクション御室撮影所」、配給は「マキノ・プロダクション」、すべてサイレント映画である。
- 『天明果報談』 : 監督金森萬象、脚本寿々喜多呂九平、撮影石野誠三、1928年7月20日公開 - 笹井新三郎（主演）
- 『白龍踊る 第三篇』 : 監督・脚本中島宝三、1928年9月28日公開 - 山脇庄内
- 『骨肉』 : 監督二川文太郎、脚本都村健、撮影石野誠三、1928年10月26日公開 - 主演
- 『柳生二蓋笠』 : 監督・脚本中島宝三、撮影野村金吾、1928年12月12日公開
- 『水戸黄門 東海道篇』 : 総監督・原案マキノ省三、監督・脚本中島宝三、撮影野村金吾、1929年2月1日公開 - 秋月大膳
- 『正伝 高山彦九郎』 : 監督押本七之輔、脚本瀬川與志、撮影田邊憲治、1929年2月22日公開 - 剣客江上関龍
- 『大化新政』 : 総監督・原案マキノ省三、監督補助二川文太郎・稲葉蛟児・金森萬象・マキノ正博・松田定次・中島宝三・押本七之助（押本七之輔）・吉野二郎、1929年3月1日公開 - 山背大兄御舘
- 『嘘』[6]（『仇討変相図』[7]） : 監督人見吉之助、脚本牧野金一郎、撮影奈子九一郎、1929年3月15日公開 - 主演
- 『豊大閤 足軽篇』 : 総指揮・立案マキノ省三、監督・脚本中島宝三、撮影野村金吾、1929年3月21日公開 - 今川義元
- 『破軍星 前後篇』 : 監督吉野二郎、原作行友李風、脚色並木鏡太郎、撮影石野誠三、1929年4月7日公開 - 近藤勇
- 『弥次喜多 東海道の巻』（『弥次喜多 第一篇』[7]） : 監督井上金太郎、原案マキノ省三、脚本山上伊太郎、撮影與徳雄、1929年4月19日公開 - 喜多八
- 『弥次喜多 第二篇』 : 監督金森萬象、原案マキノ省三、脚本山上伊太郎、撮影石野誠三、1929年5月3日公開 - 喜多八
- 『後の水戸黄門』 : 指揮マキノ省三、監督・原作・脚本中島宝三、撮影野村金吾、1929年5月17日公開 - 秋月大膳
- 『弥次喜多 第三篇』 : 監督マキノ正博、撮影石野誠三、1929年6月14日公開 - 喜多八
- 『弥次喜多 第四篇』 : 監督吉野二郎、原案マキノ省三、脚本八田尚之、撮影野村金吾・吉田俊作、1929年8月8日公開 - 喜多八
- 『刀を抜いて』 : 監督二川文太郎、原作岡本一平、脚色紫乃塚乙馬、撮影大塚周一、1929年10月24日公開 - 岡部四郎五郎
- 『荒木又右衛門 全五篇』（『荒木又右衛門』[7]） : 総指揮・原案マキノ省三、監督マキノ正博・二川文太郎・押本七之助・金森萬象・吉野二郎・中島宝三、脚色瀬川與志、撮影石野誠三・大塚周一・田邊憲治・若宮廣三・大森伊八、1929年11月1日公開 - 柳生重兵衛
- 『神田の火祭 江戸の華』 : 監督・原案・脚色押本七之輔、撮影田邊憲治、1929年11月8日公開 - 鳶頭岩吉
- 『大逆倫』 : 監督勝見正義、監督補並木鏡太郎、原作・脚色西条照太郎、撮影松浦茂・大森伊八・田邊憲治・木村角山・石本秀雄、製作勝見庸太郎プロダクション、配給マキノプロダクション、1929年11月22日公開 - 伊達綱宗
- 『彦左漫遊記』 : 監督・原案吉野二郎、脚本杉本九一郎、撮影石野誠三、1929年11月28日公開 - 大久保彦左衛門
- 『地獄剣』[6][7]（『地獄劔』[7]） : 監督・脚色並木鏡太郎、原作リチャード・W・チャイルド、撮影吉田俊作、1929年11月29日公開 - 乾分千太
- 『天保水滸伝』 : 監督・原案押本七之輔、脚色関口光昭、撮影田邊憲治、1930年1月5日公開 - 飯岡の助五郎
- 『弥次喜多 京の巻』 : 監督吉野二郎、脚本八田尚之、撮影大塚周一、1930年1月15日公開 - 喜多八
- 『相馬の金さん』 : 監督・脚色阪田重則、原作岡本綺堂、撮影大森伊八、1930年1月31日公開 - 石沢寅之助
- 『慶安太平記』 : 監督・原案押本七之輔、脚色関口光昭、撮影田邊憲治、1930年2月14日公開 - 松平伊豆守
- 『人斬伊太郎』 : 監督・脚色並木鏡太郎、原作長谷川伸、撮影三木稔、1930年2月28日公開 - 弥太五郎源七、10分尺の短縮版が現存（マツダ映画社所蔵[15]）
- 『光を求めて』 : 監督勝見正義、原作ウイチード・マック[6]（ウィラード・マック（英語版）[7]）、脚本熊谷久弥（熊谷草彌[16]）、撮影大森伊八、1930年5月16日公開
- 『煉獄二道』 : 監督吉野二郎、原作国枝史郎、脚本杉本九一郎、撮影田邊憲治、1930年6月13日公開 - 馬場三五兵衛
- 『藤馬は強い』 : 監督勝見正義、原作湊邦三、脚色大山泰、撮影大森伊八、1930年6月20日公開 - 松本要人
- 『恋寝刃 伊勢音頭』 : 監督勝見正義、原作・脚色大山泰、撮影田邊憲治、1930年8月29日公開 - 喜助
- 『続お洒落狂女』 : 監督吉野二郎、原作本田美禅、脚色瀬川與志、撮影吉田俊作、1930年12月19日公開 - 中山大納言愛親